# Супой
Супой (укр. Супій) — река на Украине, левый приток Днепра. Упоминается в древнерусских летописях, в частности как граница Черниговского и Переяславского княжеств, а также граница Руси и Дикого поля. Длина реки — 130 км. Площадь водосборного бассейна — 2000 км².
Долина заторфована, где расположен болотный массив (14 858 га) долинного типа, занимает почти полностью нерасчленённую на террасы долину. В верхних частях заторфованной долины русло отсутствует, в низовье — обычно выражено.

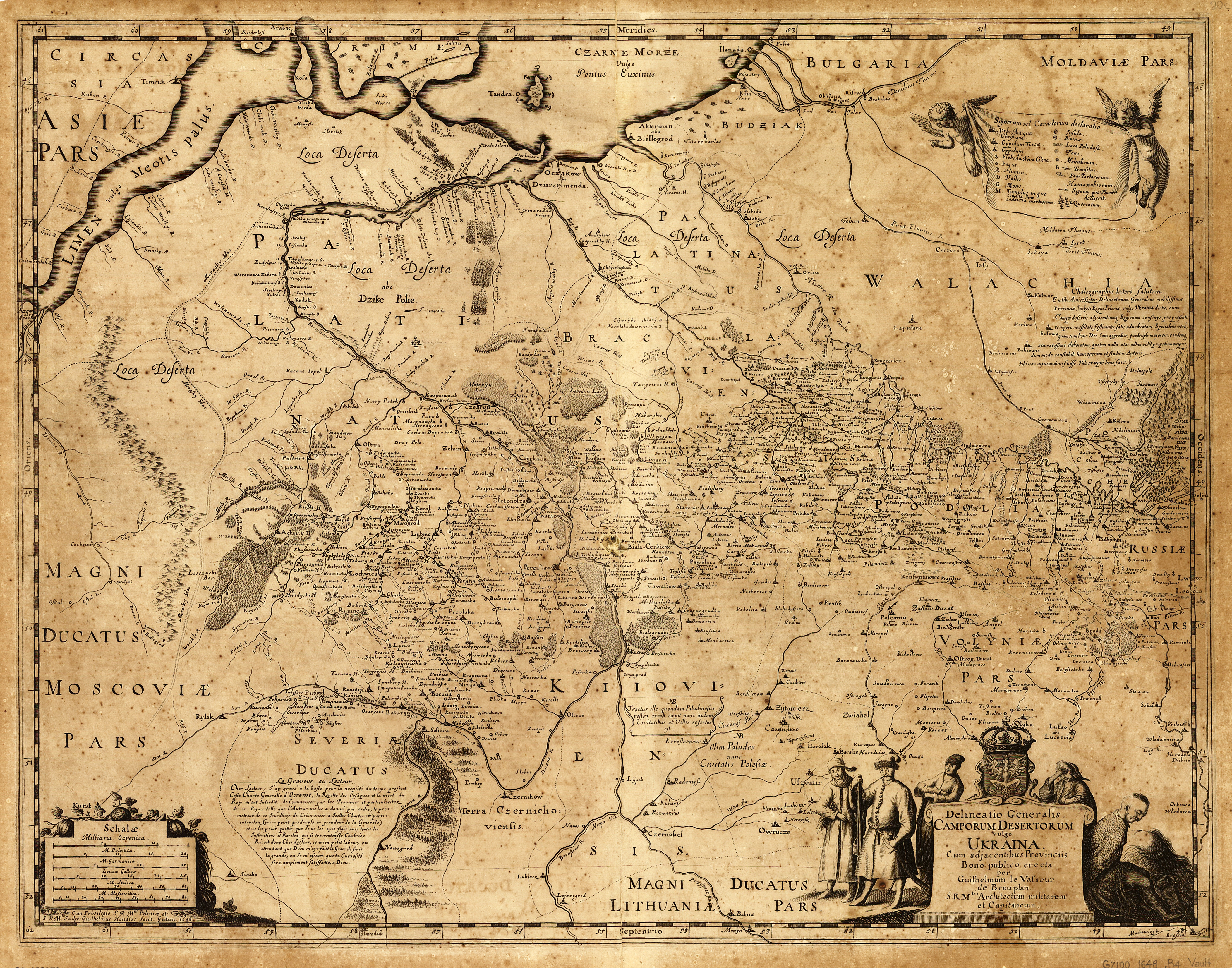
Речка Супой на карте Боплана, XVII век

«Приток р. Днепра, длиною 65 верст, протекающий по границе Переяславского и Пирятинского и в Золотоношском уездах Полтавской губернии, вытекает из Козелецких болот Черниговской губернии. Характер течения болотистый; у местечка Яготина в 1765 году графом Разумовским устроена гребля, образовавшая обширное озеро с высоким островом посреди.»

Древнейшим упоминанием о реке Супой является «Поучение Владимира Мономаха детям своим», которое датируется 1085 годом.
Летописная статья под 1147 годом показывает, что князь Изяслав Мстиславич, двигаясь фактически в пределах Переяславского княжества в южном направлении от верховьев реки Супой в Переяслав, подошёл некой «Чёрной могиле», но, эта летописная «Чёрная могила» не имеет никакого отношения к черниговскому кургану с аналогичным названием.
В летописях под 1155 годом упоминается город Дубница на месте впадения в Днепр реки Супой. Здесь проходили переговоры киевского князя Юрия Долгорукого и половцев.
Берега Супоя вблизи Яготина были заселены ещё до 1240 года, то есть нашествия монголо-татар. Но первое письменное упоминание о Яготине относится только к 1552 году, а первая информация о владельцах Яготина — до начала XVII века.